# Zonites embolium
Zonites embolium is een slakkensoort uit de familie van de Zonitidae. De wetenschappelijke naam van de soort is voor het eerst geldig gepubliceerd in 1936 door Fuchs & Kaufel.